# مصر في الألعاب الأولمبية الصيفية 1988
نافست مصر في دورة الألعاب الأولمبية الصيفية 1988 في سيؤول بكوريا الجنوبية، بوفد رياضي من 49 مشارك.